# عملية بلوتو

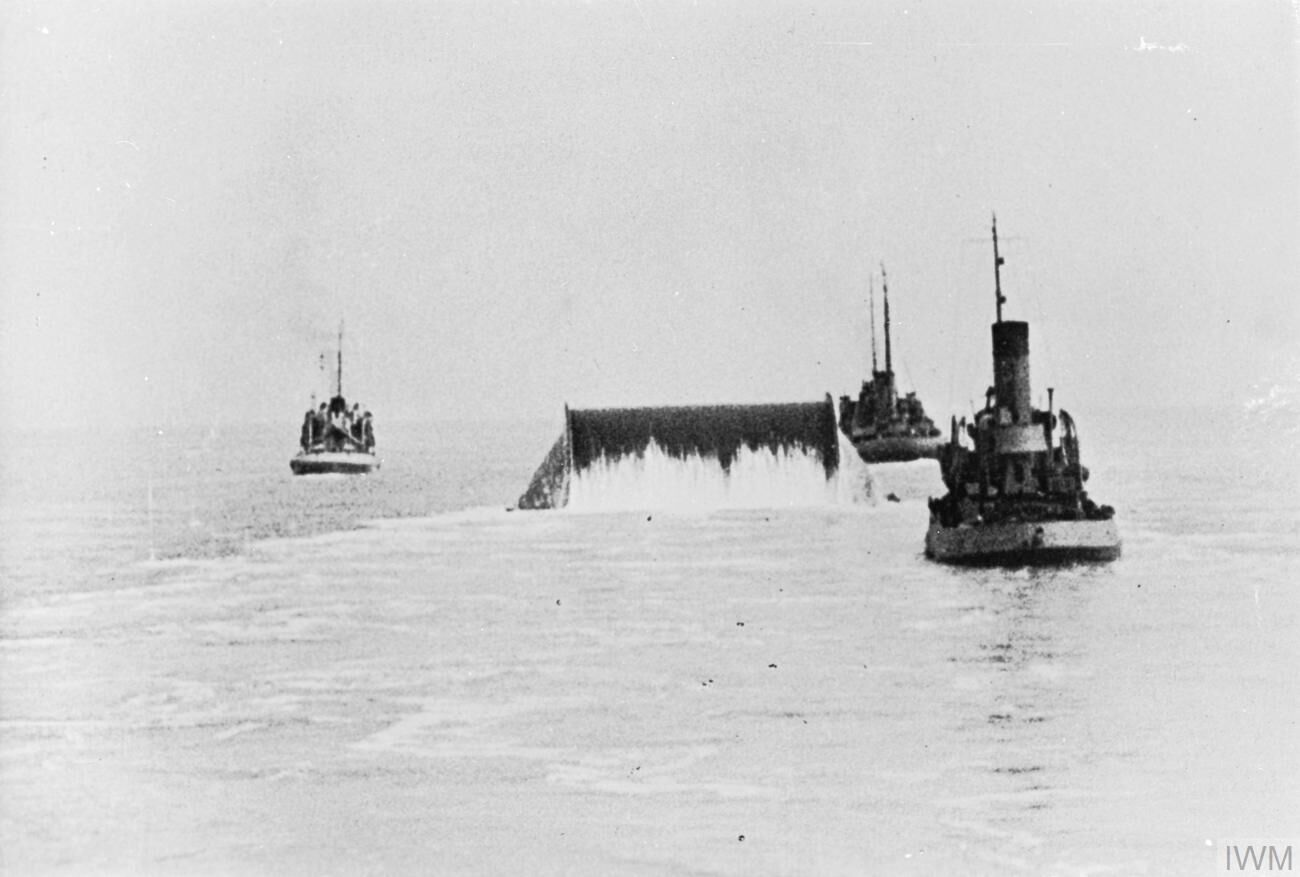
أسطوانات أنابيب مسحوبة عبر القنال الإنجليزي لوضع أنابيب تحت البحر حتى مدينة تشيربورج.

عملية بلوتو (أو عملية خط أنابيب تحت المحيط أو نقل النفط تحت الماء عبر خط أنابيب، أو تُكتب اختصارًا عملية بلوتو PLUTO) هي عملية نفّذها مهندسون بريطانيون وشركات نفط وقوات مسلحة بريطانية لبناء أنابيب نفط تحت القنال الإنجليزي لدعم عملية أوفرلورد، وهي عملية غزو الحلفاء لنورماندي خلال الحرب العالمية الثانية.
قدر مكتب الحرب البريطاني أن «البنزين والنفط ومواد التشحيم» (POL) سيشكلون 60 % أو أكثر من وزن الإمدادات التي تحتاجها قوات الحملة. ستقلل خطوط الأنابيب الاعتماد على ناقلات النفط الساحلية، والتي يمكن أن تتأثر بسوء الأحوال الجوية، أو تتعرض لهجوم جوي، ويجب تفريغها في صهاريج تخزين معرضة للخطر على الشاطئ. ولكن كان مطلوب نوع خاص من خطوط الأنابيب، ولذلك تم تطوير نوعين: هايس (Hais) وهامل (Hamel). نَتَجت أنابيب هايس من اقتراح قدمه كليفورد هارتلي، كبير المهندسين في شركة النفط الأنجلو-إيرانية، لتصميم أنبوب مرن بنواة من الرصاص يمكن وضعه بواسطة سفينة مد الأسلاك. أصبحت الأنابيب تُعرف باسم هايز Hais بناءً على الحروف الأولى لمطوريها: "Hartley-Anglo-Iran-Siemens"، وتم اختبارها في ديسمبر 1942 عن طريق مد خط أنابيب سلكي عبر قناة بريستول من سوانسي إلى ووترماوث. كان التصميم ناجحًا للغاية لدرجة أنه تقرر زيادة قطره من 2 إلى 3 بوصات (5.1 إلى 7.6 سم). أما نوع أنابيب هامل، فقد استخدم الفولاذ الطري الرقيق المتوافر بكثرة بدلاً من الرصاص النادر، وكان يُمد بواسطة براميل عائمة خاصة تُعرف باسم «أسطوانات الأنابيب الضخمة أو Conundrums». صُنعت معظم أنابيب هايس في المملكة المتحدة، وإن كان بعضها جاء من الولايات المتحدة، بينما صُنعت جميع أنابيب هامل في المملكة المتحدة.
أُنشئت محطات ضخ مموهة في ساندوون على جزيرة وايت، وفي دانجنس على ساحل كِنت، وتم توصيلها بخط أنابيب «أفونماوث-تايمز» (Avonmouth-Thames). وًضِع نظامين لخطوط الأنابيب: أحدهما يحمل الاسم الحركي «بامبي» ويمتد إلى شيربورج، والآخر يحمل الاسم الحركي «دامبو» ويمتد إلى بولوني. بدأ نشر خط أنابيب نظام بامبي في 12 أغسطس 1944، ولكنه لم يحقق نجاحًا كبيرًا، إذ لم يوصل إلا 3300 طن طويل فقط (حوالي 3400 طن) بين تاريخ تشغيل أول خط أنابيب هايس ناجح في 22 سبتمبر، وبين 4 أكتوبر، وهو التاريخ الذي تم فيه إيقاف مشروع خط أنابيب بامبي. كان نظام دامبلو أكثر نجاحًا. بدأ خط أنابيب هايس الضخ في 26 أكتوبر، وظل يعمل حتى نهاية الحرب. وبحلول شهر ديسمبر، تم مد تسعة خطوط أنابيب هامل بقُطر 3 بوصات وبوصتان، وأربعة خطوط أنابيب هايس بقطر 3 بوصات وبوصتان، أي ما مجموعه سبعة عشر خط أنابيب. أُغلِق نظام دامبو في 7 أغسطس 1945، وبحلول هذا الوقت كانت خطوط الأنابيب تحمل 180 مليون جالون إمبراطوري (820 مليون لتر) من البنزين. كانت خطوط أنابيب بلوتو مسؤولة عن حوالي 8% من شحنات المنتجات البترولية من المملكة المتحدة إلى قوات الحلفاء في شمال غرب أوروبا.

## الخلفية
في أوائل أبريل 1942، اتصل اللواء البحري لورد لويس مونتباتن رئيس العمليات المشتركة، بوزير البترول جيفري لويد، وسأله عما إذا كان يمكن مد خط أنابيب نفط عبر القنال الإنجليزي. كان ماونتباتن مُكلفًا بالتخطيط لغزو الحلفاء لأوروبا التي تحتلها ألمانيا، وكان لديه مخاوف بشأن توريد المنتجات البترولية، إذ كان من غير المحتمل إيجاد ميناء به مرافق استقبال النفط بسرعة. قدر مكتب الحرب البريطاني أن 60% أو أكثر من وزن الإمدادات الموجهة لقوات الحملة ستتألف من البنزين والزيوت ومواد التشحيم (POL). في المراحل الأولى من الهجوم، سيتم توفير الوقود المعبأ في جراكن بسعة 20 لترًا (4.4 جالون إمبراطوري) وبراميل بسعة 44 جالون إمبراطوري (200 لتر) براميل. ولتوفير العشرين مليون جركن المطلوبة، تم شحن مصنع أمريكي كامل إلى منطقة لندن، وتولت شركة Magnatex تشغيله تحت إشراف وزارة التموين. بحلول عام 1944، وصل مخزون المملكة المتحدة من البنزين ووقود الديزل المعبأ إلى 250.000 طن.

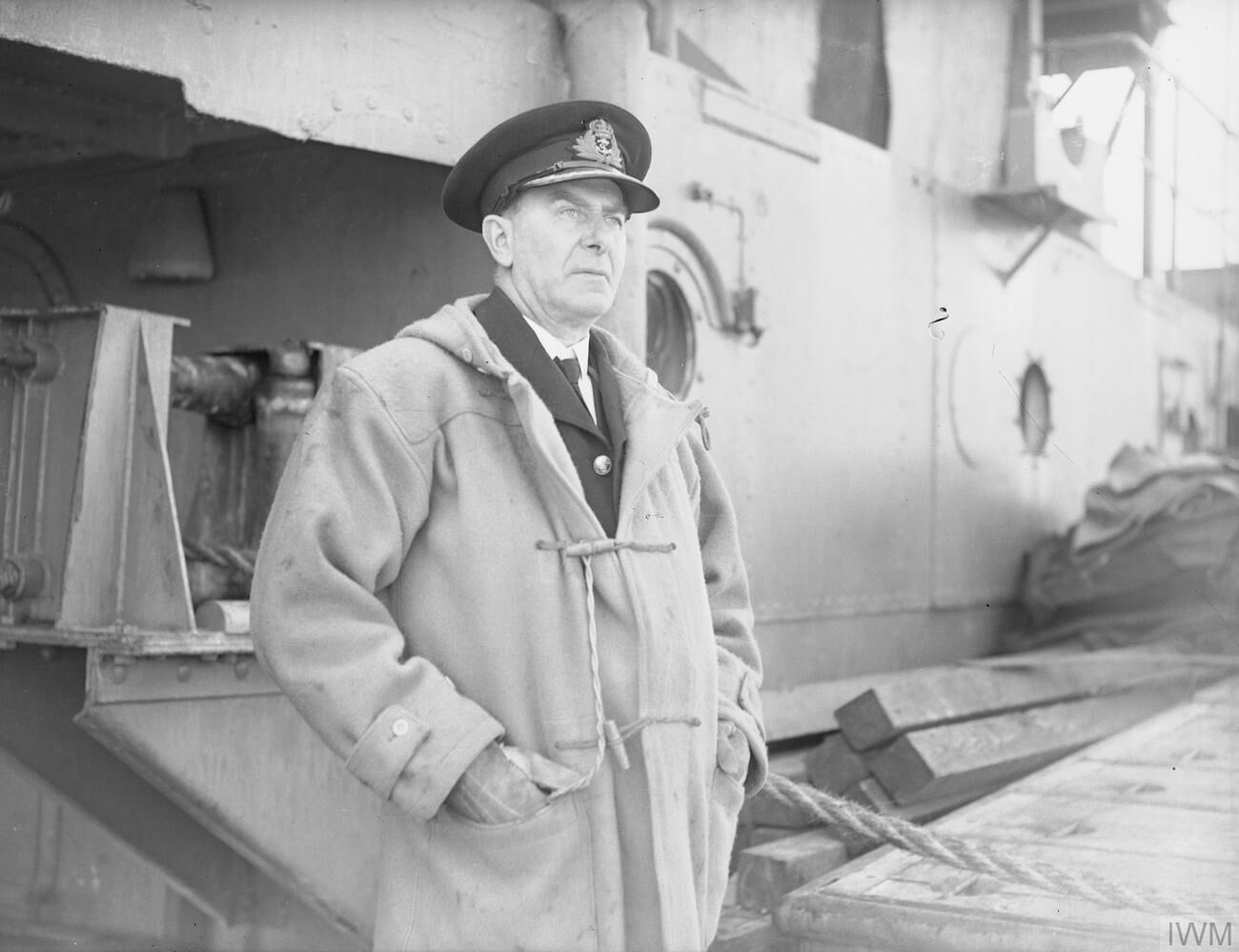
كابتن ج. ف. هوتشينجز، قائد عملية بلوتو

كان يؤمل أن تتمكن بريطانيا مكن توفير النفط في صورة سائبة بكميات كبيرة بعد الأيام الأولى للغزو. لم تكن خطوط الأنابيب هي الوسيلة الوحيدة أو الرئيسية التي كانت هيئة العمليات المشتركة تدرس استخدامها لتوريد البترول السائب، وإنما كانت تنوي الاعتماد بشكل أساسي على ناقلات ساحلية قادرة على الإبحار في المياه الضحلة، وكان ثلاثون منها قيد الإنشاء. بدأت ناقلات "Y" الأمريكية التي يبلغ وزنها 600 طن (610 طن وزن حر) في الوصول إلى المملكة المتحدة في ربيع عام 1944. وفي عام 1943، بدأ البريطانيون أيضًا برنامجًا لبناء ناقلات قناة وزنها 400 تُسمى (Chants)، ولكن تم الانتهاء من 37 منها فقط بحلول مايو 1944. كان يؤمَل أيضًا أن يتم توفير المنتجات البترولية أيضًا بواسطة ناقلات T2 العابرة للمحيطات الموجودة في البحر عبر خطوط الأنابيب الممتدة من السفن إلى الشاطئ. تمت تسمية مشروع تطوير خطوط الأنابيب هذه باسم عملية تومبولا، وأصبحت خطوط الأنابيب نفسها تُعرف باسم تومبولاس. كان لخط الأنابيب البحري مزايا كافية تجعل من المفيد استكشافه كوسيلة إمداد احتياطية، فقد كانت خطوط الأنابيب البحرية أقل عرضة للهجوم الجوي للعدو، وأقل تأثرًا بتقلبات طقس القناة الإنجليزية العاصف في كثير من الأحيان، كما وسيقلل استخدامها من اعتماد القوات على صهاريج التخزين المعرضة للخطر على الشاطئ.
استشار لويد مستشاريه الخبراء: العميد سير دونالد بانكس، المدير العام لإدارة الحرب البترولية؛ والسير آرثر تشارلز هيرن، المدير السابق لشركة النفط الأنجلو إيرانية والمستشار النفطي للورد البحري الرابع؛ وجورج مارتن ليس، الجيولوجي البارز. في ذلك الوقت، كانت خطوط الأنابيب البحرية تُستخدَم في الموانئ وفي المسافات القصيرة فقط، ولكن لم يتم وضع خط أنابيب لهذه المسافة الكبيرة أو في ظل التيارات وظروف المد والجزر الموجودة في القناة الإنجليزية من قبل أبدًا. علاوة على ذلك، كان يجب مد خط الأنابيب بأكمله في ليلة واحدة لتقليل تدخل العدو وتأثير المد والجزر. اعتبر الخبراء الاقتراح غير ممكن باستخدام أي طريقة معروفة لبناء خطوط أنابيب يبلغ قطرها 6 بوصات (15 سم) أو أكثر.
كان كبير في الشركة الأنجلو-إيرانية، كليفورد هارتلي، يزور إدارة الحرب البترولية في ذلك الوقت، وسمع عن الاقتراح، وكان مقتنعًا بإمكانية تنفيذه. ففي التضاريس الجبلية لإيران، استخدمت الشركة الأنجلو إيرانية خط أنابيب بقطر 3 بوصات (7.6 سم)، وتنقل النفط بسرعة 1500 رطل لكل بوصة مربعة (10000 كيلو باسكال)، وتنتج 100000 جالون إمبراطوري (450.000 لتر) يوميًا، أي ما يعادل أكثر من 20000 جركن. وفي 15 أبريل هارتلي اقتراحه بشأن مد خط أنابيب متصل مشابه لكابل اتصالات الغواصات، بدون قلب وعزل، ولكن مع إضافة درع لتحمل الضغط الداخلي، ويمكن مدّه بواسطة سفينة مد الأسلاك، مع إمكانية الحصول على سعة إضافية من خلال مد خطوط متعددة. وإذا استُخدِم ضغط عالي في الضخ، يمكن أن يحمل الخط أنواعًا مختلفة من الوقود. أما في حالة استخدام ضغط الضخ المنخفض، فقد تختلط أنواع مختلفة من الوقود معًا، لكنها ستنفصل عند استخدام عند الضغط العالي. وبالتالي، يمكن استخدام خط الأنابيب لنقل وقود الطيارات، ثم تحويله إلى نقل وقود الديزل.
أُطلق على المشروع الاسم الحركي بلوتو، والذي يعتبر اختصارًا للحروف الأولى لعبارة «خط أنابيب نقل النفط تحت الماء» أو «خط أنابيب تحت المحيط». وُضِعت العملية تحت قيادة رئيس أركان القائد الأعلى للحلفاء (COSSAC). إن قسم G-4 التابع لموظفي COSSAC، الذي تولى مسؤولية تنفيذ العملية بلوتو، ترأسه اللواء البريطاني نيفيل براونجون، مع العقيد الأمريكي ف.إ. راش، والكولونيل فرانك م. ألبريخت، واللواء روبرت و. كراوفود كنائب له. عُيِّن كابتن البحرية الملكية جون فينويك هاتشينجز من قسم تطوير الأسلحة المتنوعة التابع للأميرالية لقيادة عملية بلوتو. بحلول يوم النصر الأوروبي، كانت العملية تتألف من عدة سفن وأكثر من 100 ضابط في البحرية التجارية وأكثر من 1000 رجل.

## التطوير

### هايس

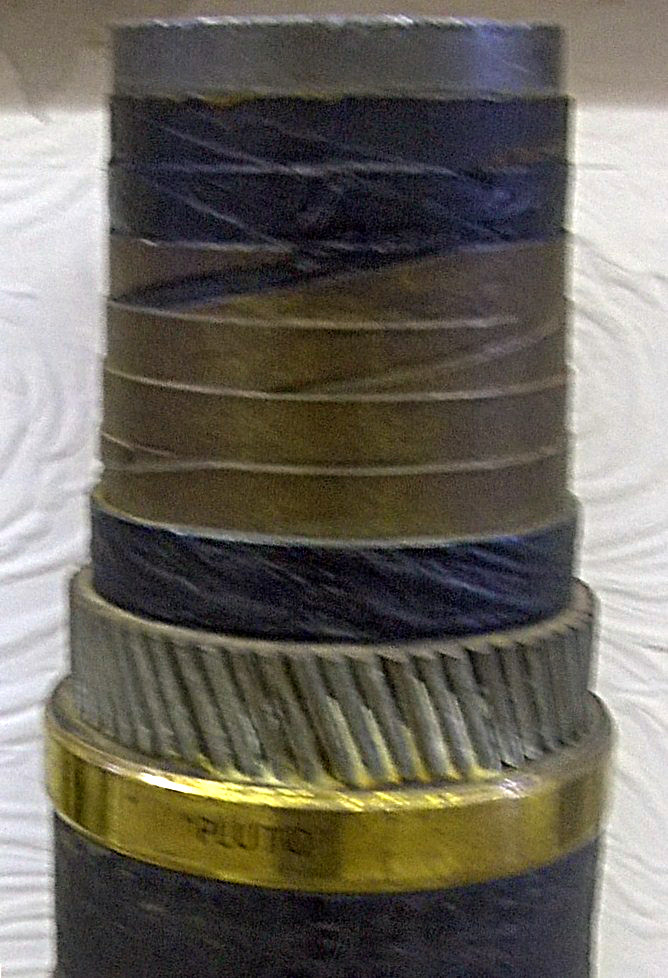
جزء من أنبوب هايس بعد نزع الطبقات بشكل متتابع

دعم اقتراح هارتلي أيضًا كل من رئيس الشركة الأنجلو-إيرانية السير ويليام فريزر، والذي كان أيضًا مستشارًا للبترول في مكتب الحرب، وهنري رايت، العضو المنتدب لشركة سيمنز براذرز. وافق فريزر على تحمُّل تكاليف التجارب، وإن كان ذلك على أمل أن تسدد الحكومة لاحقًا للشركة. طورت شركة سيمنز براذرز الكابل بالاشتراك مع المختبر الفيزيائي الوطني، واعتمدوا فيه تطويره على كابل التلغراف الموجود تحت سطح البحر. وسُمي الكابل باسم هايس، وهو اختصار للحروف الأولى لـ هارتلي-الأنجلو-إيراني-سيمنز. تم تصنيع الأنبوب الداخلي الذي سيحمل الوقود بقطر 2 بوصة (5 سم)، وكان مصنوعًا من الرصاص المقذوف. وكان الأنبوب الداخلي هذا محاطًا بطبقة من الإسفلت والورق المشبع براتنج الفينيل. تم لف الشريط الفولاذي حول الأنبوب لزيادة قوته ومرونته، ثم أحيط بطبقة من شريط الجوت وورق مشرب بالاسفلت. أخيرًا، تم تغطيتها بطبقة واقية مكونة من خمسين سلكًا من الصلب المجلفن، وغطاء من القماش المموه. يستطيع الأنبوب نقل 3500 جالون (16000 لتر) يوميًا عند ضغط 500 رطل لكل بوصة مربعة (3400 كيلو باسكال)، ويتحمل ضغطًا تحت الماء يبلغ 1950 رطلًا لكل بوصة مربعة (13400 كيلو باسكال). تم اختيار الحجم 2 بوصة لإبقاء لوزن منخفضًا، لأن الكابل الأكبر يتطلب سفينة أكبر لمدّه.
مُد نموذج أولي بطول 120 ياردة (110 م) عبر نهر ميدواي بواسطة سفينة الكابلات "CS Alert" التابعة لمكتب البريد في 10 مايو 1942. ثم أُجري اختبار الضخ باستخدام مضخات مستعارة من شركة قنال مانشستر للسفن. حدث عطل بعد يومين من الضخ، وتم سحب الكابل، ووجد أن المشكلة ناتجة عن قذف الرصاص من خلال فجوات في الشريط الفولاذي. وبناء عل ذلك، تمت زيادة كمية الشريط الفولاذي من طبقتين إلى أربع طبقات. واقترحت شركة سيمنز إحضار مورد ثان اسمه هينليز Henleys لزيادة القدرة التصنيعية.   تم إجراء اختبار ثانٍ في يونيو عبر نهر فيرث أوف كلايد باستخدام الأنابيب المصنعة بواسطة كل من سيمنز وهينليز. مد خط الأنابيب سفينة الكابلات «آيرس» التابعة لمكتب البريد، وعملت أنابيب الشركتين بنجاح. من بين الـ  710 ميلًا بحريًا (1310 كم) من كابلات هايس التي تم إنتاجها لأجل لعملية، تم تصنيع 570 ميل بحري (1060 كم) بواسطة شركات في المملكة المتحدة، بينما تم تصنيع  140 ميل بحري (260 كم) في الولايات المتحدة بواسطة أربع شركات أمريكية، بما في ذلك شركة فيلبس دودج وشركة جنرال إلكتريك.

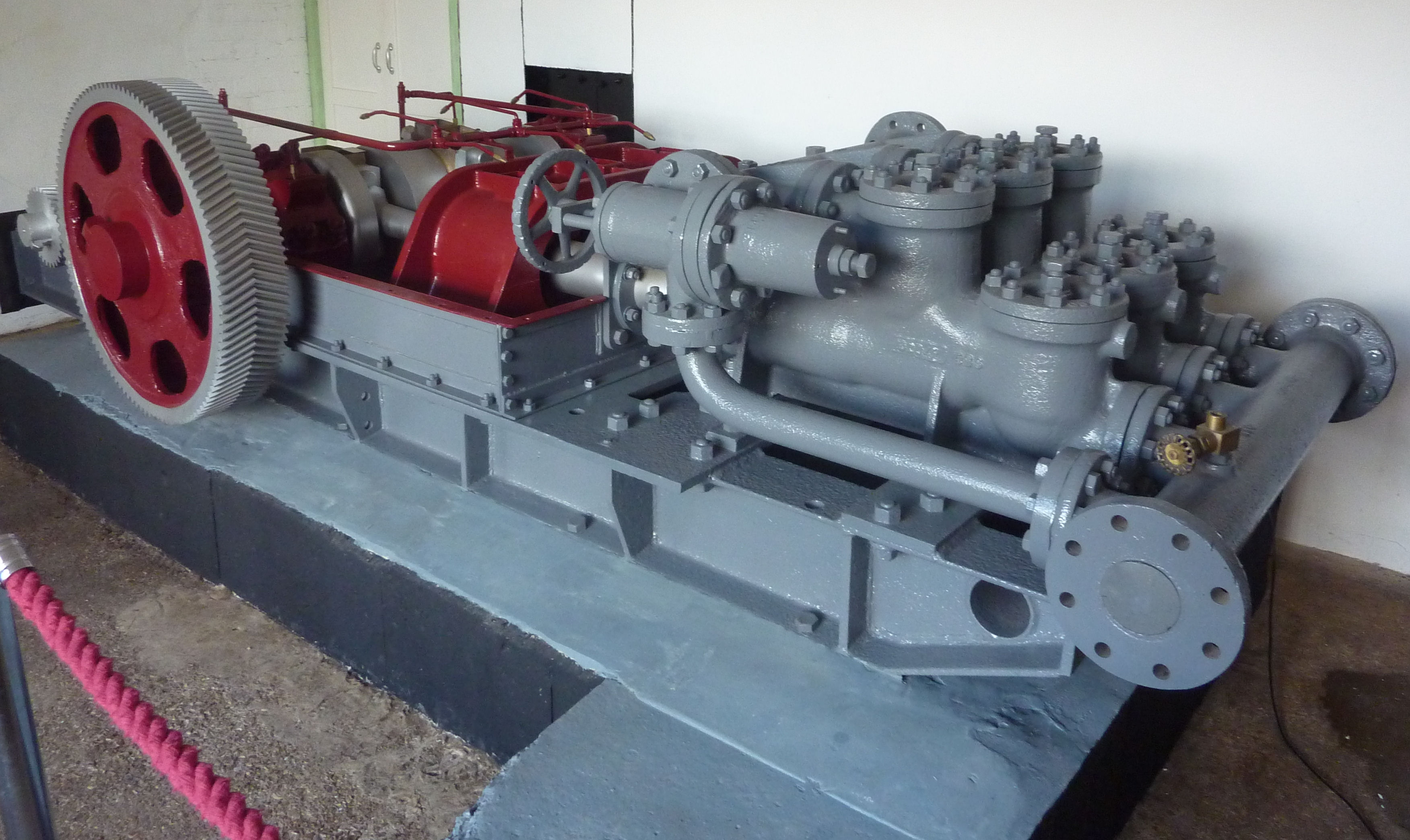
مضخة بلوتو من ساندوون في جزيرة وايت

بدأت عملية الإنتاج واسع النطاق للأنبوب البالغ قطره بوصتين في 14 أغسطس 1942، باستخدام فولاذ من شركة Corby Steelworks، وفي 30 أكتوبر، تم تحميل 30 ميل (50 كم) على متن السفينة الإمبراطورية HMS Holdfast تحت قيادة القائد هنري تريبي-هيل، لإجراء بروفة واسعة النطاق لعملية بلوتو. جرت هذه التجربة في 29 ديسمبر 1942. مُد أنابيب بطول 30 ميلاً عبر قناة بريستول في طقس قاسي بمعدل 5 عقدة (9.3 كم / ساعة)، وتم توصيل أطراف الأنابيب بالشاطئ في سوانسي وإلفراكومب. تم اختبار متانة أنبوب الكابل بشكل أكبر عندما تم إسقاط قنبلتين ألمانيتين 500 رطل (230 كجم) على سوانسي على بعد 100 قدم (30 مترًا) من الكابل. في وقت لاحق، سحبت مرساة سفينة أنبوب الكابل، لكن السفينة الإمبراطورية هولدفاست Holdfast استطاعت تحديد موقع الضرر وإصلاحه. ولإثبات موثوقية كابل الأنبوب، أُجريت عمليات الضخ بشكل مستمر، أولاً عند ضغط التصميم الأصلي البالغ 750 رطل لكل بوصة مربعة (5200 كيلو باسكال)، ثم عند 1500 رطل لكل بوصة مربعة (10000 كيلو باسكال)، حيث تم توصل 56000 جالون إمبراطوري (250.000 لتر) من الوقود يوميًا. 
كانت التجربة ناجحة بدرجة كافية بحيث تقرر تطوير أنبوب قطره 3 بوصات (7.6 سم). أدى ذلك إلى تقليل عدد خطوط الأنابيب المطلوبة لضخ نفس مقدار البنزين، لأن سعة الأنبوب مقاس 3 أكثر من ضعف سعة الأنبوب بمقاس 2 بوصة. تم الاستحواذ على السفينة التجارية، ألجيريان (HMS Algerian)، وتحويلها لنقل 30 ميلاً (48 كم) من كابلات الأنابيب بمقاس 3 بوصات. بالإضافة إلى سفينتان أخرتان هما «سانكروفت» (HMS Sancroft) ولاتيمر  (HMS Latimer) (أعيدت تسميتهما لاحقًا Empire Baffin و Empire Ridley على التوالي)، والتي استطاعت كل منهما نقل حوالي 100 ميل (160 كم) من الأنابيب بمقاس 3 بوصات، والتي تزن حوالي 6400 طن طويل (6500 طن). أشرف موظفو شركة النفط الأنجلو-إيرانية على تركيب معدات الضخ بواسطة فيلق خدمة الجيش الملكي (RASC)، وفيلق الرائد Pioneer Corps ووالمهندسون الملكيون Royal Engineers، وتلقى موظفو شركة RASC للبترول تدريبات خاصة على طريقة تشغيلها. تم الاستحواذ على مصنع تابع لهيئة ميناء لندن في تيلبري وتحويله إلى مصنع لأنابيب الكابلات حيث تم اختبار 3 إلى 4 ميل بحري (5.6 إلى 7.4 كم) من أنابيب الكابلات يوميًا وتم لحامها بأطوال 4000 قدم (1200 متر) وتخزينها.

### هامل

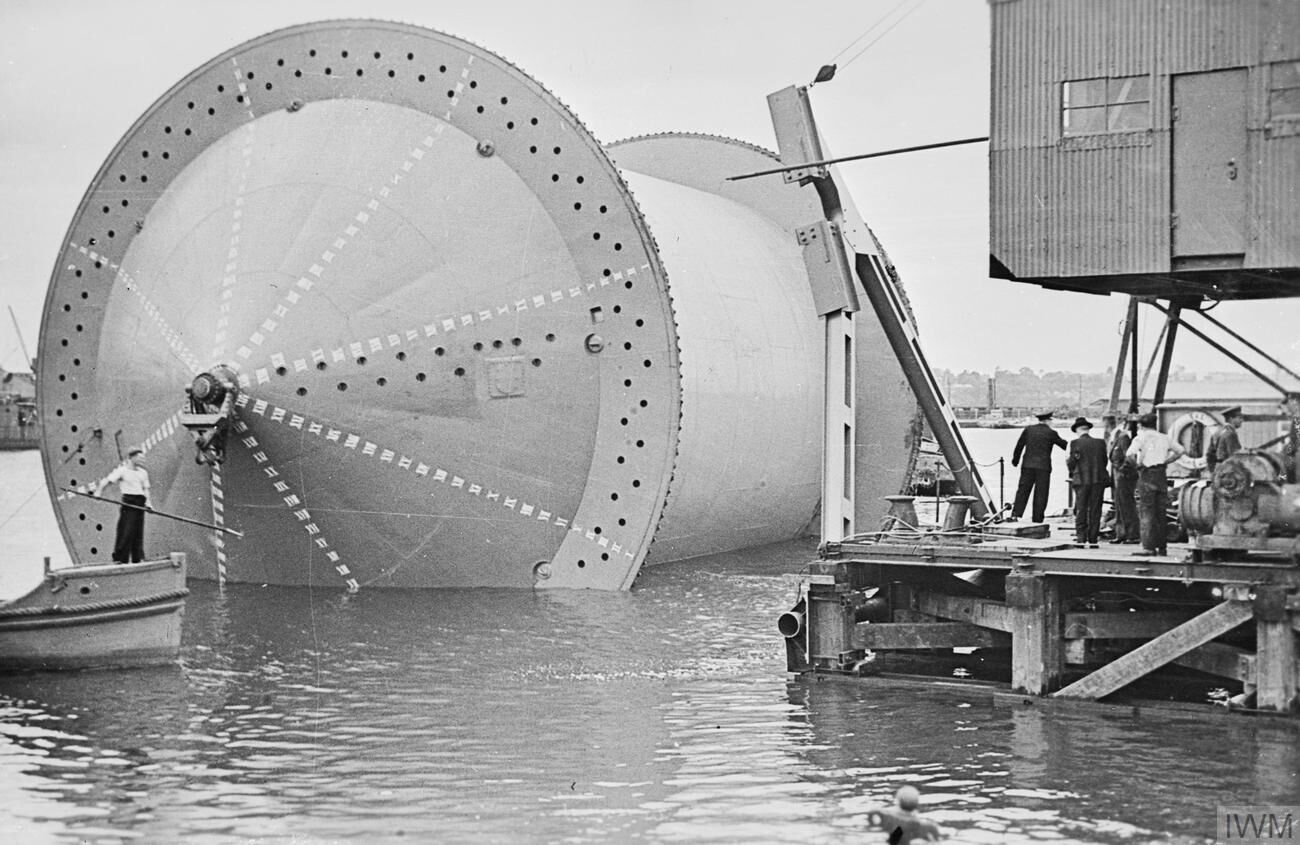
مد خط الأنابيب: أسطوانة أنابيب تُنقل إلى مكانها في مرسى مبني خصيصًا استعدادًا للف الأنابيب.

كان هناك نقص في كمية الرصاص المتاحة، ولذلك الحرب البترولية البحث عن بديل يستخدم مواد أرخص ومتاحة بسهولة أكبر كنظام احتياطي لأنابيب هايس، والتي كانت نظامًا احتياطيًا في حد ذاتها. كان برنارد جيه إليس، كبير المهندسين في شركة بورما للنفط، مقتنعًا بإمكانية بناء خط أنابيب مرن من الفولاذ الطري، والذي متوافرًا أكثر بكثير من الرصاص. كان أنبوبه يبلغ قطره 3,5 بوصة (8.9 سم)، بجدران سُمكها 0.212 بوصة (5.4 ملم). تم تصنيع النموذج الأولي في صورة مقاطع طولها 30 قدمًا (9.1 م) على يد جي وإي هول (J & E Hall)، وهي شركة معروفة باسم الشركة المصنعة لمعدات التبريد. تم تصنيع المقاطع بحيث يمكن لحامها معًا. تسبب الأنابيب الملحوظة مشاكل عادةً بسبب حلقات البقايا التي تتشكل حول الجزء الملحوم، ولكن إليس صمم أداة تطويق خاصة لإزالة البقايا المعدنية. تعاون إليس مع ه. أ. هاميك، كبير المهندسين في شركة نفط العراق، وأصبح الأنبوب يعرف باسم "Hamel"، وهو اسم يجمع بين الحروف الأولى من ألقابهم، ولكن بعد الحرب طالب إليس أن يتم الاعتراف به كمخترع وحيد لهذا النوع من الأنابيب، وتمت الموافقة على طلبه بنجاح.

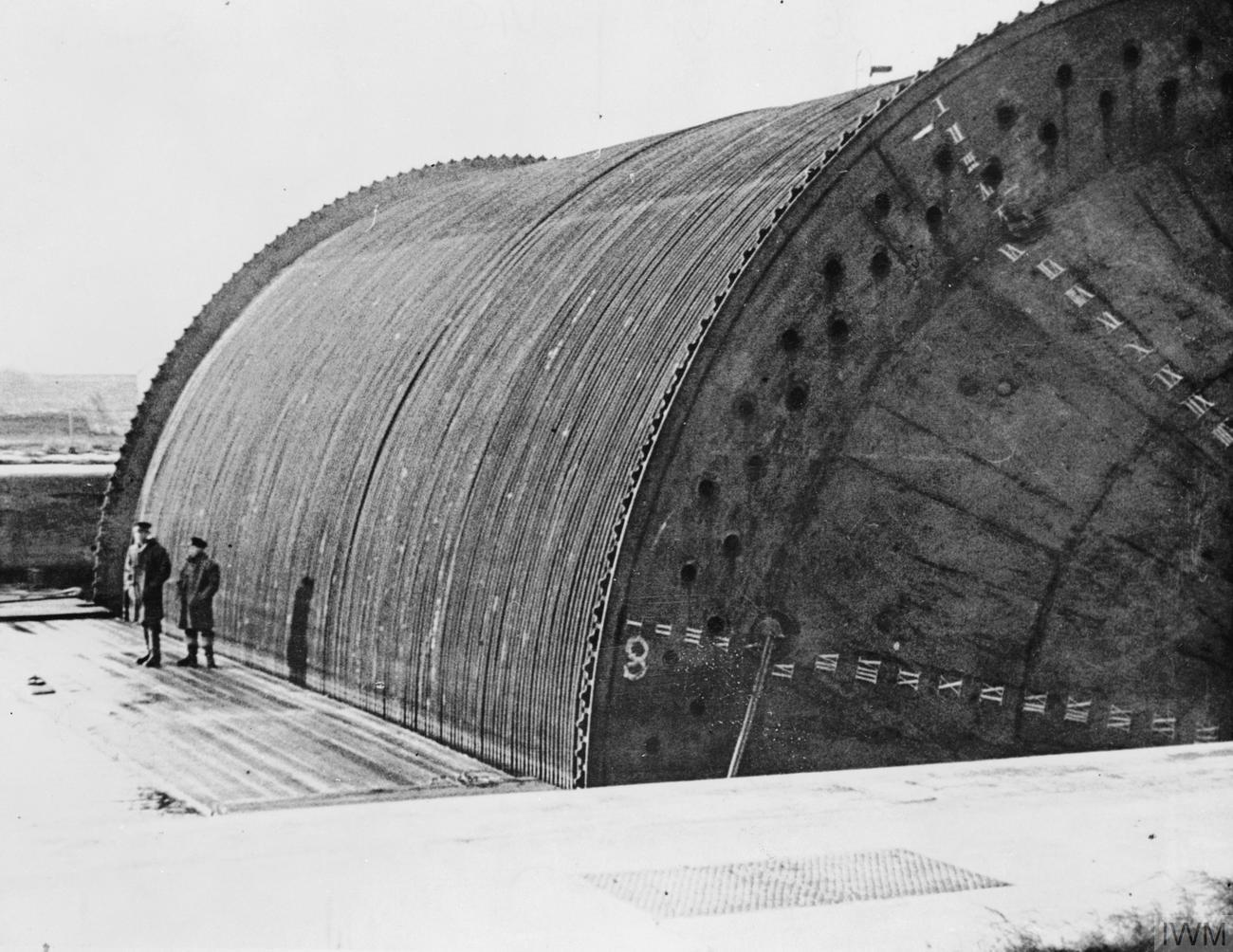
أسطوانة محملة بالأنابيب وجاهزة للسحب عبر القناة

على عكس أنبوب هايس، كان أنبوب هامل صلبًا جدًا ولا يمكن لفه في مخزن السفينة، لأنه كان غير قادر على تحمل الالتواء على المحور الطولي الناتج عن كل لفة. اقترحت إدارة الحرب البترولية أن يتم لف الأنابيب حول أسطوانة فولاذية قابلة للطفو يمكن سحبها بواسطة القاطرات أو تركيبها على بارجة نقل. بلغ طول الأسطوانة الفولاذية الناتجة 60 قدمًا (18 مترًا)، وبلغ قطرها 40 قدمًا (12 مترًا)، وكانت تُعرف باسم «كونون» أو «كوناندروم» (Conundrum). أُجريت الاختبارات في خزان Froude في المختبر الفيزيائي الوطني للتحقق من إمكانية جر الأسطوانات بسرعة دون تباطؤ بسرعة بدون الاضطرار إلى تدويرها.
تعهد مصنع ستيوارتس ولويدز (Stewarts & Lloyds) للصلب بتصميم وإنشاء وتشغيل مصنعين في تيلبوري، حيث تم لحام أنابيب بطول 40 قدمًا (12 مترًا) معًا لتشكيل قطاعات بطول 4000 قدم (1200 متر). وبُنيت ستة أسطوانات أنابيب بتكلفة 30.000 جنيه إسترليني للقطعة الواحدة، وسُميت HMS Conundrum بترقيم من 1 إلى 6. سُحبت الأسطوانات إلى مرسى خاص، وثُبتت في مكانها بواسطة ذراعين فولاذيين. استُخدمت سلسلة مسننة تعمل بمحرك كهربائي لتدوير الأسطوانة أثناء لف الأنبوب حولها. وفي نهاية كل مقطع يبلغ ارتفاعه 4000 قدم (1200 متر)، تم لحام المقطع التالي له، وتنظيف الشوائب المعدنية، واستمرت العملية حتى أصبحت ملفوفًا على الأسطوانة 90 ميلاً (140 كم) من الأنابيب. تم تغيير غرض بارجة نقل بحرية تحمل اسم W.24 وتحويله إلى حمل أسطوانة الأنابيب، وتغيير اسمها إلى السفينة بيرسفوني (HMS Persephone). ونجحت عند اختبارها في مد عشرات من أنابيب هامل عبر مضيف سولينت إلى جزيرة وايت. لم يكن معروفًا إلى متى سيدوم أنبوب هامل، لكن كان من المفترض أن يصمد لحوالي ستة أسابيع، وأضيفت صبغة الفلورسين إلى الوقود لتمكين الطائرات الدورية من اكتشاف التسربات. في ضوء هذا النجاح، تقرر استخدام كل من أنابيب هايس وهامل.

### محطات الضخ

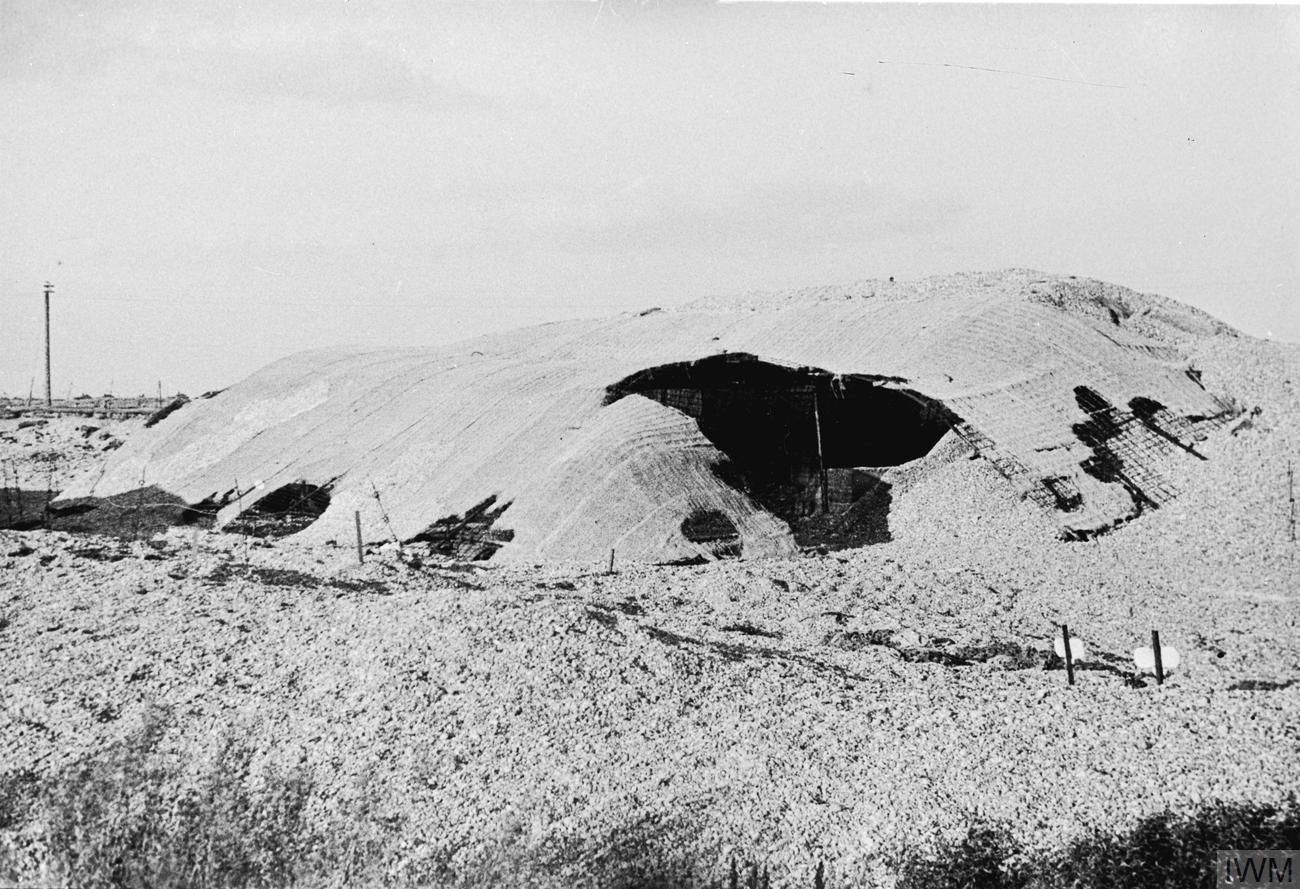
أحد محطات الضخ المركزي في دونجنس، مموهة لتشبه حفرة الحصى المحيطة بها.

في ربيع عام 1943، اختارت إدارة الحرب البترولية مواقع محطات الضخ، حيث أُنشأت أحدهما في سانداون على جزيرة وايت، والأخرى في دونجنس على ساحل كِنت. بُنيت المحطات في الليل وفي الخفاء، ونُقلت المعدات إليها تحت غطاء من القماش المشمع. وتم تمويه محطات الضخ وخزانات التخزين لتبدو وكأنها فيلات ومنازل ريفية ساحلية وقلاع قديمة ومدن الملاهي وغيرها من الأماكن غير اللافتة للنظر. وصدرت تعليمات صارمة بعدم ظهور اسم «إدارة الحرب البترولية» ولا الأحرف الأولى منها على أي خطاب أو طرد. ومُسحت المواقع من الخرائط. وكان على سائقي الشاحنات الذين يجرون عمليات التسليم الاتصال بالهاتف من كشك الهاتف العام لتلقي التعليمات.
تم تجهيز كل محطة ضخ بثلاثين مضخة ترددية تعمل بالديزل بسعة 180 طنًا طويلًا (180 طنًا) في اليوم، وأربع مضخات طرد مركزي كهربائية كبيرة من شركة بايرون جاكسون قادرة على ضخ 3500 طن طويل (3600 طن) يوميًا، بطاقة إلى 400000 جالون إمبراطوري (1800000 لتر) عند 1500 رطل لكل بوصة مربعة (10000 كيلو باسكال). تم تغذية كلتا المحطتين من خط أنابيب أفونماوث-تايمز، الذي تبلغ سعته 135000 طن طويل (137000 طن) شهريًا. تم إنشاء خط فرعي بطول 70 ميلاً (110 كم) يربط بين دونجنس ومحطتها الشرقية في والتون أون تايمز. تم توصيل سانداون بالنظام من خلال وصلة بطول 22 ميلاً (35 كم) بين جزيرة وايت ومعمل تكرير فولي. اكتملت وصلات خط الأنابيب إلى بلوتو بحلول مارس 1944.
اختيرت المواقع المناظرة للمواقع الإنجليزية في فرنسا في يونيو 1943. حيث كان سيتم توصيل سانداون بميناء شيربورج، على مسافة تزيد عن 65 ميل بحري (120 كم)، وتوصل دونجنس بميناء أمبليتيوز (Ambleteuse). وتمشيا مع نمط أسماء ديزني السائد في العملية بلوتو، أطلق على الخط الأول الاسم الحركي «بامبي» والثاني «دامبو». تم الاستعانة بصنادل نهر التايمز لتولي عملية توصيل الكابلات عند أطراف الشاطئ، لأن كانت المياه ضحلة جدًا ولا تستطيع السفن العمل فيها.
كجزء من عملية الخداع التي طُبقت للتغطية على عملية أوفرلورد المعروفة باسم عملية الثبات (Operation Fortitude)، تم إنشاء حوض نفط مزيف في دوفر، واستُدعي المهندس المعماري باسل سبنس لتصميمه. شُيدت المنشأة المزيفة من سقالات مموهة، وألواح ليفية وأنابيب الصرف الصحي القديمة، وامتدت على مساحة 3 فدان (1.2 هكتار) وتضمنت نسخًا مزيفة من خطوط الأنابيب وخزانات التخزين والأرصفة البحرية ومواقف السيارات والمواقع المضادة للطائرات. واستُخدمت آلات الرياح لتكوين سحب من الغبار للإيحاء بوجود نشاط في الموقع، وكان الموقع تحت حراسة الشرطة العسكرية. وكانت يحجبه ستار من الدخان في المساء. سُمح للطائرات الألمانية بالتحليق فوق المنشأة، ولكن على ارتفاع أكبر من 33000 قدم (10000 متر) فقط، وبالتالي لم يكن بإمكانها التقاط صور عالية الدقة. أجرى الملك جورج السادس فحصًا للمنشأة المزيفة، وتحدث القائد الأعلى للحلفاء، الجنرال دوايت أيزنهاور، وقائد قواته البرية الجنرال السير برنارد مونتغمري ، إلى «العمال».

## التثبيت

### بامبي
وفقًا لخطة عملية أوفرلورد الأصلية، كان من المفترض أن يتم الاستيلاء على شيربورج في غضون ثمانية أيام من يوم العملية (ع+8)، وعلى الرغم من توقع قيام الألمان بإجراء عمليات هدم ممنهجة، ولكنهم توقعوا أنهم سيتمكنوا من إعادة تشغيلها في غضون ثلاثة أيام. وكان من المقرر أن يبدأ وضع الأنابيب بعد أربعة أيام، مع تشغيل نظام بامبي بالكامل بحلول اليوم 75 (ع +75) (خمسة وسبعون يومًا بعد يوم العملية). أدى اكتشاف كتيبة ألمانية إضافية في المنطقة المجاورة في مايو إلى تأجيل موعد الاستيلاء المتوقع على الموقع لعشرة أيام ليصبح من (ع +18) بدلاً من (ع +8). وبذلك، تم الاستيلاء على ميناء شيربورج في 27 يونيو (ع +21)، ونظرًا للأضرار الجسيمة التي لحقت بها، لم تُفرغ أول ناقلة لنقل النفط هناك حتى يوم 25 يوليو (ع + 49). في غضون ذلك، تم توفير الوقود عبر ميناء صغير هو «ميناء بيسين» (Port-en-Bessin) بواسطة ناقلات ساحلية، ومن ناقلات عابرة للمحيطات باستخدام خطي خطيّ أنابيب تومبولا في ميناء بيسين للبريطانيين، وخمسة خطوط أنابيب في منطقة «سانت هونورين ديس بيرتيس» (Sainte-Honorine-des-Pertes) للأمريكيين. كانت خطوط تومبولا كثيرة الأعطال، وكان أداء ناقلات القنال (Chants) سيئًا في الطقس القاسي للقناة الإنجليزية. بحلول 28 يوليو، تم رفع ستة عشر ناقلة منهم لإصلاحهم في منشأة خاصة لإصلاح الصهاريج تم إنشاؤها في هامبل لو رايس.

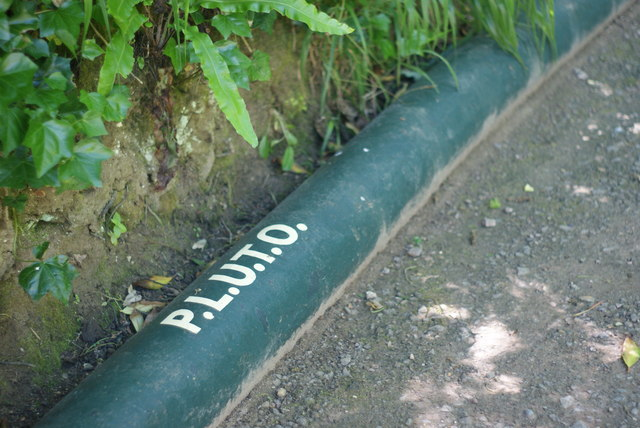
جزء باقي من خط الأنابيب في تشانكلين تشاين

تم النظر في إلغاء عملية بلوتو، ولكن في ظل هذه الظروف تقرر المضي قدمًا فيها. ضاع كثير من الوقت في تقرير ما إذا كان سيتم إنهاء الخط داخل الميناء أو خارجه، وفي النهاية تم اختيار إنهاءه خارج الميناء. تم وضع أول خط أنابيب هايس بواسطة السفينة «إتش إم إس لاتيمر» في غضون عشر ساعات فقط في 12 أغسطس 1944  لكن خط الأنابيب تعطل عندما اصطدمت به مرساة السفينة المدمرة المرافقة وألحقت بها أضرارًا لا يمكن إصلاحها. أُجريت محاولة ثانية بواسطة السفينة «إتش إم إس سانكروفت» بعد يومين. وفشلت أيضًا عندما تم التف الأنبوب حول مروحة سفينة الدعم «إتش إم إس ألجيريان». كما فشلت أيضًا محاولة مد أنبوب هامل في 27 أغسطس عندما تم اكتشاف أن أطنانًا من أسماك البرنقيل القشرية قد التصقت بقاع السفينة «إتش أم إس كوناندروم 1»، وبالتالي منعتها من الدوران. تم كشط البرنقيل، وجرت محاولة أخرى بعد بضعة أيا ، لكن خط الأنابيب انقطع بعد مد حوالي 29 ميل بحري (54 كم).
استطاع الفنيون الخبراء مد خطوط أنابيب عبر قناة بريستول وسولنت تحت إشراف المصممين، ولكن كان من الصعب على جهات البحرية الملكية المسئولين عن مد الأنابيب تحقيق نفس درجة الكفاءة في ظل ظروف الحرب وعبر القناة الإنجليزية الأوسع. كتب السير دونالد بانكس: «لقد تم إتقان تقنية مد الكابلات، لكننا لم نتمتع بعد بالكفاءة اللازمة في عملية ربط الأطراف بالشاطئ، ولا إجراء إصلاحات للتسريبات تحت سطح البحر، والتي وقعت بالقرب من الشاطئ بسبب تلك العمليات الختامية المعيبة.»
أخيرًا، في 22 سبتمبر، تم مد كابل هايس بنجاح، ووصل 56000 جالون إمبراطوري (250.000 لتر) يوميًا. تبع ذلك في 29 سبتمبر التثبيت الناجح لكابل هامل بواسطة السفينة «إتش إم إس كوناندروم 2».  ومع ذلك، تعطل كلا الخطين في 3 أكتوبر عندما زاد الضغط من 50 إلى 70 بار (730 إلى 1020 رطل / بوصة مربعة) لزيادة كمية الوقود التي يتم ضخها، : فشل خط هايس بسبب اقتران خاطئ ، وفشل خط هامل عندما اصطدم بحافة حادة في قاع المحيط. أُنهيت عملية بامبي في اليوم التالي. ولم يُنقل عبرها إلا حوالي 3300 طن طويل (3400 طن) (935.000 جالون إمبراطوري (4.250.000 لتر)) من الوقود.

### دامبو

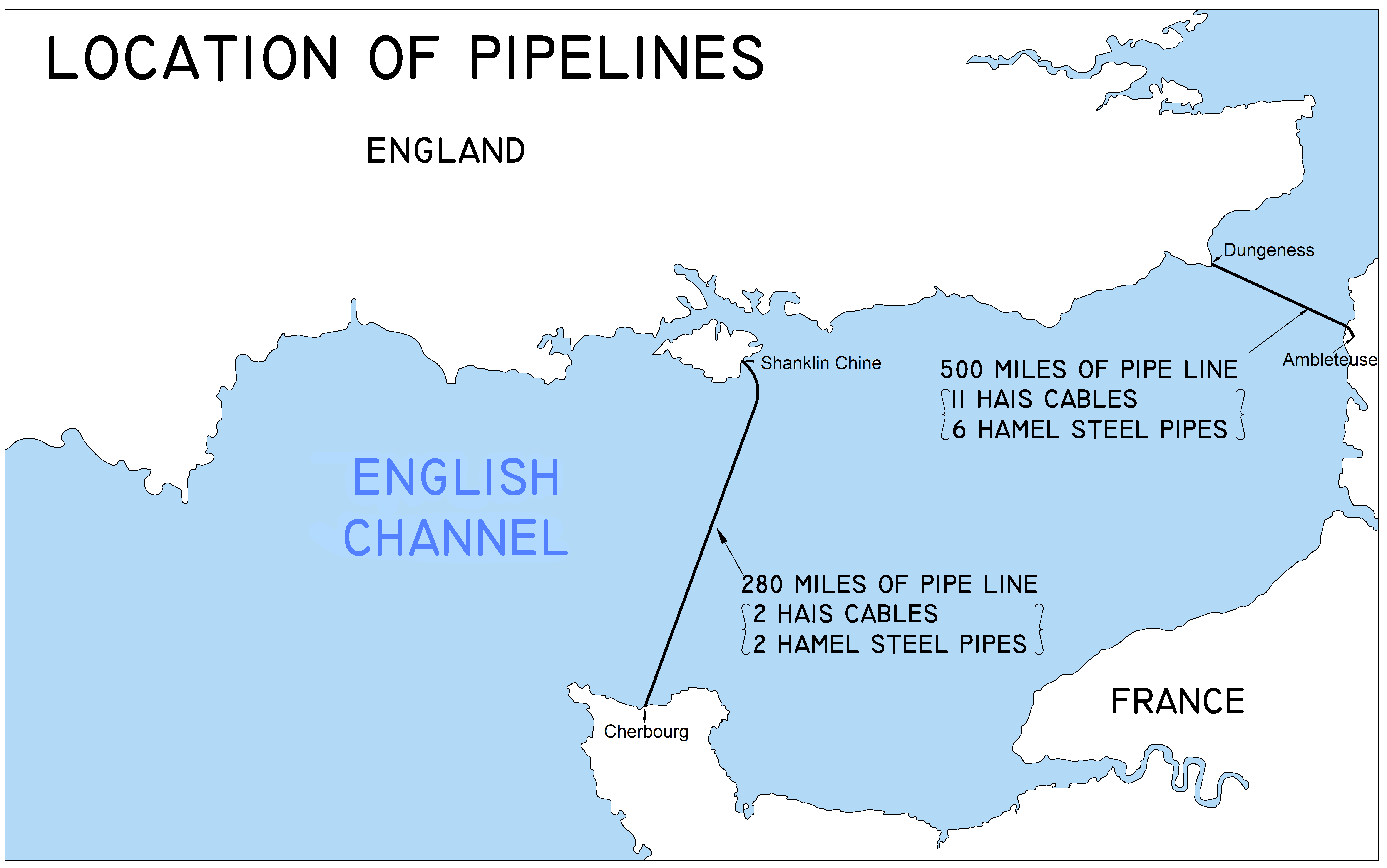
العملية بلوتو – موقع خطوط الأنابيب

في غضون ذلك، تم الاستيلاء على ميناء روان في 30 أغسطس، ميناء لوهافر في 12 سبتمبر. تعرضت لوهافر لأضرار بالغة في المعركة وعمليات الهدم. أما ميناء روان، وهو ميناء داخلي على بعد 75 ميلاً (121 كم) من منبع نهر السين، فقد كان في حالة أفضل، وأرصفته سليمة إلى حد كبير، وإن قد تعرض إلى عمليات الهدم، وتم إعاقة القناة النهرية المؤدية إليه بواسطة الألغام والسفن الغارقة. وحتى بعد تطهر القناة الممتدة من قناة لوهافر ظلت ضحلة، لكن الناقلات الساحلية التي تحمل «النفط والبترول ومواد التشحيم» من المملكة المتحدة كانت قادرة على الإبحار فيها والتفريغ في روان. تم الاستيلاء على بولوني في 22 سبتمبر ، وافتتح الميناء في 22 أكتوبر.
مُد خط أنابيب هايس بواسطة السفينة «إتش إم إس سانكروفت» وبدأ الضخ في 26 أكتوبر، وظل يعمل حتى نهاية الحرب. تم مد الخطوط إلى شاطئ في المرفأ الخارجي لبولوني، على بعد 23 ميل بحري (43 كم) عبر مضيق دوفر، بدلاً من أمبلتيوز كما كان مخططًا في الأصل، لأن شاطئ أمبلتيوز كان مليئًا بالألغام بشكل كبير. تضمن ذلك مسافة أطول ونهجًا أكثر صعوبة، ولكن تقنيات مد الكابلات كانت قد تحسنت بحلول هذا الوقت. تم إسقاط أطراف الكابل بعيدًا عن الشاطئ والتقطتها الصنادل لتوصيلها بالشاطئ. كان هناك صعوبات أكثر في مد أنبوب هامل، ولكن بعد بعض التجارب والأخطاء، تم إضافة أقسام من أنابيب هايس إليه أطراف أنابيب هامل. كان بولوني تحتوي أيضًا مرافق سكك حديدية سيئة، لذلك تم تمديد خط الأنابيب إلى كاليه التي كان بها وصلات سكك حديدية أفضل يمكن استخدامها في نقل الوقود. تم الانتهاء من هذا التمديد في نوفمبر.
بحلول شهر ديسمبر، تم مد تسعة خطوط أنابيب هامل بقطر 3 بوصات، وخطان بقطر بوصتان وأربعة خطوط أنابيب بقطر 3 بوصات، وخطان بقطر بوصتان، بإجمالي 17 خط أنابيب ، وكان نظام دامبو يوفر 1300 طن طويل (1300 طن) من البنزين يوميًا. لم ينكسر أي من خطوط أنابيب هايس، وتفاوت متوسط الوقت الخاص بإصلاحات خطوط أنابيب هامل بين 52 و 112 يومًا، حيث كان متوسط الوقت 68 يومًا. ولم يعملوا بمستوى الضغط المستهدف، لذلك نقلوا البنزين فقط، وتم تجاهل الخطط الخاصة باستخدام خطوط الأنابيب لتوصيل وقود الطيارات الطيران أيضًا.

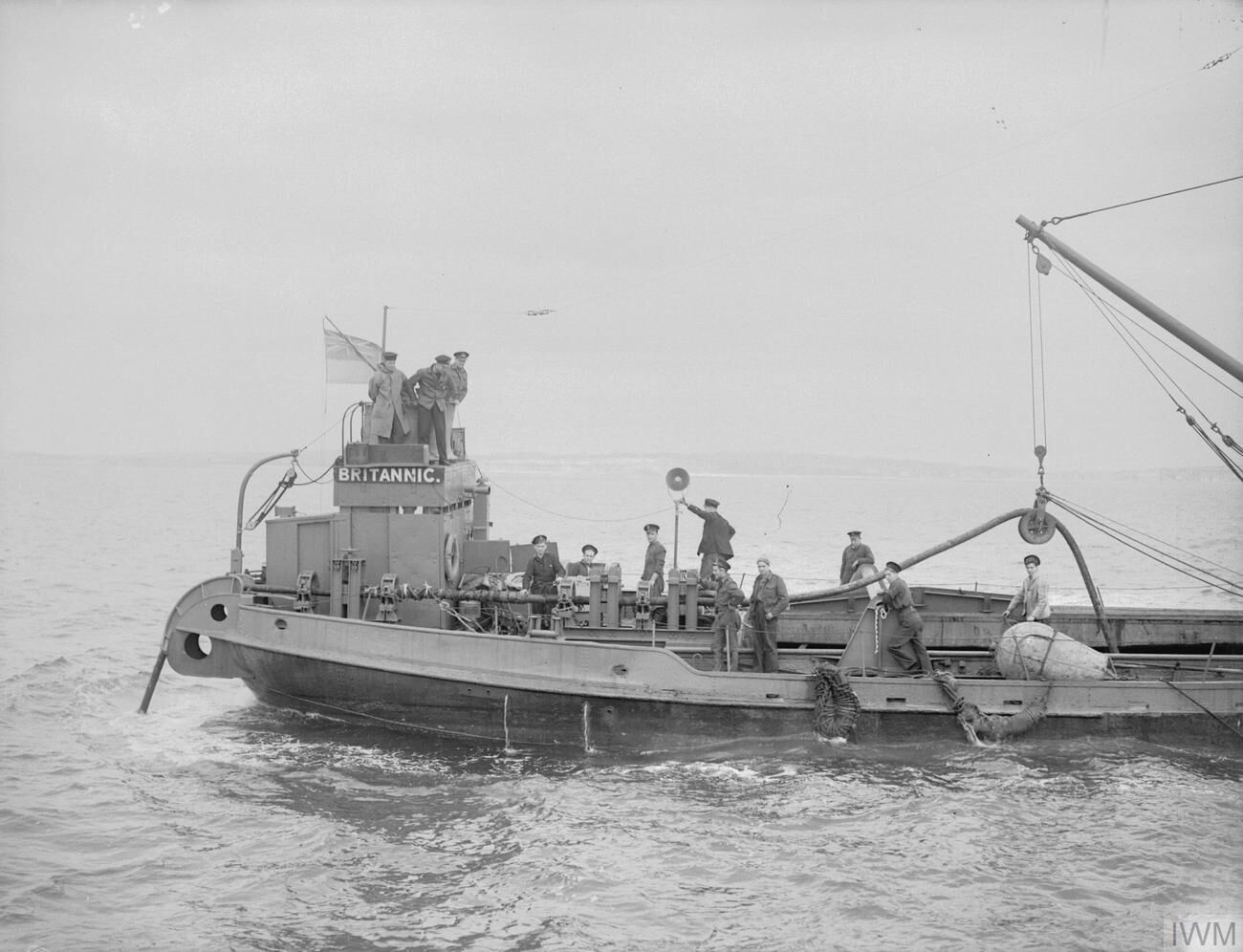
قارب السحب بريتانيك يمد خط الأنابيب السابع عشر إلى بولوني

في ديسمبر من نفس العام، جرت إعادة نظر فيما إذا كان ينبغي الاستمرار في عملية بلوتو أم لا. بحلول ذلك الوقت، كانت مدينة أنتويرب تفرغ ناقلة صهريجية عابرة للمحيط يوميًا، وكانت الناقلات الساحلية تنقل ما بين 2500 إلى 3000 طن طويل (2500 إلى 3000 طن) يوميًا إلى أوستند، وكمية مماثلة إلى روين. من ناحية أخرى، كانت أنتويرب وشيربورج هما المدينتان الوحيدتان القادرتان على التعامل مع الناقلات الكبيرة، لكن أنتويرب تعرضت لهجوم من القنابل الطائرة V-1 وصواريخ V-2، ولذلك كان من غير المستحسن أن تتعامل مع أكثر من ناقلة واحدة في وقت واحد. أما الناقلات الساحلية فكانت مطلوبة للخدمة في الشرق الأقصى. لذلك تقرر الاستمرار في عملية بلوتو.
مع انتقال القتال إلى ألمانيا، تم توصيل نظام دامبو بشبكة أنابيب داخلية امتدت من بولوني إلى أنتويرب وأيندهوفن، ثم إلى إيميريتش في النهاية. تجاوز دامبو هدفه البالغ مليون جالون إمبراطوري (4.5 مليون لتر) (حوالي 3000 طن طويل (3000 طن)) يوميًا في 15 مارس 1945، وبحلول 3 أبريل، كانت خطوط دامبو توفر 4500 طن طويل (4600 طن) يوميًا إلى نهر الراين. واستمر وضع خطوط جديدة، ووضع آخرها في 24 مايو.
تم إغلاق النظام أخيرًا لتوفير القوى العاملة في 7 أغسطس، وفي ذلك الوقت كانت خطوط الأنابيب قد حملت 180 مليون جالون إمبراطوري (820 مليون لتر) من البنزين. أوقفت عملية بلوتو رسميًا في 31 أغسطس، وانتهت إدارة الحرب البترولية في 31 مارس 1946. تم نقل مصنع تيلبوري إلى الأميرالية العسكرية، وتم نقل جميع المخزون المتبقي إلى وزارة التموين. ولم يتم التفكير في استخدام تلك التكنولوجيا بعد الحرب، لذلك تم إرسال سجلات عملية بلوتو إلى مكتب السجلات العامة، حيث ظلت بمثابة سجلات سرية طوال الثلاثين عامًا التالية. منحت «الهيئة الملكية لجوائز المخترعين» مدفوعات معفاة من الضرائب بقيمة 9000 جنيه إسترليني إلى هارتلي؛ و5000 جنيه إسترليني إلى إليس؛ و85 جنيهًا إسترلينيًا إلى م. ك. بورفيس مصمم أسطوانة الأنابيب؛ و 250 جنيهًا إسترلينيًا إلى أ. إي. إي برايس، الذي صمم جهاز الإمساك الإسفيني المستخدم لإصلاح خط الأنابيب بالقرب من الشاطئ.
تشير التقديرات إلى أنه تم توصيل ما يقرب من 5.4 مليون طن طويل (5.5 مليون طن) من المنتجات البترولية إلى قوات الحلفاء على الجبهة. منها 826 ألف طن طويل (839 ألف طن) أتت مباشرة من الولايات المتحدة و 4.3 مليون طن طويل (4.4 مليون طن) (84 %) من المملكة المتحدة، وساهمت عملية بلوتو بما يقرب من 370 ألف طن طويل (380 ألف طن) أو 8% منها. بلغت التكلفة الإجمالية لعملية بلوتو 4428000 جنيه إسترليني.

## الإسترجاع والإنقاذ
بعد الحرب ، تم إنقاذ أكثر من 90 %  من خط الأنابيب وتحويله إلى خردة بعدها، وجرى ذلك خلال الفترة من سبتمبر 1946 إلى أكتوبر 1949، باستخدام السفينة لاتيمر والسفينة هولدفاست (التي أصبحت تديرهما الآن وزارة النقل الحربي تحت اسم Empire Ridley و Empire Taw)، وEmpire Tigness (ناقلة ألمانية سابقة)، Wrangler (زورق إنزال للدبابات عسكري سابق من فئة مارك 3)، و Redeemer (سفينة صيد بمحرك عسكرية سابقة).
إجمالاً ، تم استرداد 22000 طن طويل (22000 طن) من كمية الرصاص الأصلية المستخدمة البالغة 23000 طن طويل (23000 طن)، و3300 طن طويل (3400 طن) من 5500 طن طويل (5600 طن) من كمية الفولاذ الأصلي المستخدم، إلى جانب 75000 جالون إمبراطوري (340.000 لتر) من البنزين الذي كان لا يزال في خطوط الأنابيب. كانت قيمة خردة الرصاص والصلب أعلى بكثير من تكاليف الاسترجاع.  تم تقدير القيمة الإجمالية للصلب والرصاص المنقذ بـ 400000 جنيه إسترليني.
على الرغم من أن خط الأنابيب نفسه لم يعد قيد الاستخدام، إلا أن العديد من المباني التي تم تشييدها أو استخدامها لإخفائه لا تزال قائمة، خاصة في جزيرة وايت، حيث يتم استخدام محطة الضخ السابقة في سانداون كمنشأة لملاعب الجولف المصغرة حاليًا.

## التأريخ
كانت قيمة عملية بلوتو مثيرة للجدل. أشار صامويل إليوت موريسون، المؤرخ البحري للولايات المتحدة، إلى أن خطوط الأنابيب «أثبتت أنها مفيدة جدًا لتزويد جيوش الحلفاء بالوقود أثناء تقدمهم في ألمانيا.»  أما المؤرخ المدني الرسمي مايكل بوستون فيرى أن عملية بلوتو كانت «مهمة استراتيجًا، ومغامرة تكتيكيًا، وشاقة من المنظور الصناعي». في 24 مايو 1945، وصف ونستون تشرشل عملية بلوتو بأنها «إنجاز بريطاني بالكامل وقطعة من المهارة الهندسية البرمائية التي نفخر بها.»
أعرب ديريك بايتون سميث عن وجهة نظر معاكسة في مجلد التاريخ الرسمي المدني حول النفط، وقال: "لم تساهم عملية بلوتو بأي شيء في إمدادات الحلفاء في وقت كانوا في أمس الحالة إليها، أي عندما لم تكن هناك موانئ نفط منتظمة متاحة في القارة و كان الحلفاء يعتمدون على ميناء أون بيسين غير المُرضية. كان نظام دامبلو أكثر نجاحًا، ولكن في وقت كان النجاح فيه أقل أهمية. أعرب اللواء البحري سير فريدريك مورجان، رئيس طاقم COSSAC عن رأي مشابه، حيث اعتبر أن نظام بامبي لم يكن يستحق العناء، ولكنه أشاد بدامبو.

## الهامش
الكتاب البريطاني الرسمي «تاريخ الحرب العالمية الثانية»، مجلد السلسلة المدنية الذي بعنوان «النفط» يقدم معلومات عن عملية «نقل النفط عبر خط أنابيب تحت الماء» ، لكن المجلد العسكري «انتصار في الغرب» يسميها «خطوط أنابيب تحت المحيط»، ومجلد سلسلة الجيش «الصيانة في الميدان» يطلق عليها «خط أنابيب تحت المحيط». 

## روابط خارجية
- Detailed film about Pluto (silent). IWM. مؤرشف من الأصل في 2023-01-16. اطلع عليه بتاريخ 2021-03-31.
- "Pipe laying operations". Combined Ops. مؤرشف من الأصل في 2022-12-07. اطلع عليه بتاريخ 2021-03-31.
- Operation Pluto. British Pathé. مؤرشف من الأصل في 2022-06-19. اطلع عليه بتاريخ 2021-03-31.